# Giuseppe Vives
Giuseppe Vives (* 14. Juli 1980 in Sant’Anastasia) ist ein ehemaliger italienischer Fußballspieler. Zuletzt war er beim FC Pro Vercelli in der italienischen Serie C unter Vertrag.

## Karriere
In seiner Jugend spielte der Mittelfeldspieler beim Napoli Club Afragola und bei der AC Sant’Anastasia in der Serie C2. Im Jahr 2000 wechselte er in die Serie D zur SS Juve Stabia und 2001 in die Serie C zu Ancona Calcio. Von seinen zwei Vertragsjahren wurde Vives je ein halbes Jahr an die ACD Nardò und den Taranto FC 1927 ausgeliehen. Für die Saison 2004/05 gab die ASD Giugliano Calcio 1928 Vives die Chance, sich in der Serie C2 zu beweisen. In drei Spielzeiten bestritt er 104 Partien und erzielte sechs Tore. Im Sommer 2006 wechselte er zur US Lecce, wo er bis in 158 Einsätzen neun Tore schoss. 2011 wurde Vives für 500.000 Euro vom erstklassigen FC Turin abgelöst. Dort spielte er sechseinhalb Jahre und wechselte anschließend zum FC Pro Vercelli in die zweitklassige Serie B. Nach der Saison 2017/18 wurde Vives vom Drittligisten Ternana Calcio verpflichtet, wo er nach einem Jahr seine Karriere beendete.

## Erfolge
US Lecce
- Italienischer Serie-B-Meister: 2009/10